# Claudio Simonetti
Pour les articles homonymes, voir Simonetti.
Claudio Simonetti, né le 19 février 1952 à São Paulo, est un compositeur de musique italien, spécialisé depuis les années 1970 dans les musiques de films d'horreur italiens et américains. Il est également le claviériste du groupe de rock progressif Goblin, jusqu'à sa première dissolution en 1979. Il a ensuite poursuivi sa carrière solo en tant que musicien de musique électronique, notamment au sein du groupe Kasso, qui connaitra quelques succès avec des titres comme Baby Doll (1985) et surtout Walkman (1982), titre souvent repris pour des indicatifs d'émissions de radio (NRJ…) dans les années 1980.
Il a notamment composé le thème principal des films Phenomena et Ténèbres de Dario Argento, et la BO du film Conquest de Lucio Fulci.
Le duo électro français Justice a samplé la musique du film Ténèbres pour leur titre Phantom part 1.
Claudio Simonetti a également réalisé la bande originale du film La Troisième Mère, dernier opus de la trilogie des trois mères de Dario Argento.

## Filmographie
- 1975 : Les Frissons de l'angoisse (Profondo rosso) de Dario Argento
- 1977 : Action immédiate (La via della droga) d'Enzo G. Castellari
- 1977 : Suspiria de Dario Argento
- 1978 : Brigade antimafia (Squadra antimafia) de Bruno Corbucci
- 1978 : Zombie (Dawn of the Dead) de George A. Romero
- 1979 : Les Vierges damnées (Un ombra nell'ombra) de Pier Carpi
- 1981 : The Comoedia de Bruno Pischiutta (it)
- 1982 : Les Nouveaux barbares (I nuovi barbari) de Enzo G. Castellari
- 1982 : Ténèbres (Tenebre) de Dario Argento
- 1983 : Vai alla grande (it) de Salvatore Samperi
- 1983 : Conquest (La conquista de la tierra perdida) de Lucio Fulci
- 1985 : Amazonia : La Jungle blanche (Inferno in diretta) de Ruggero Deodato
- 1986 : Morirai a mezzanotte de Lamberto Bava
- 1986 : Atomic Cyborg (Vendetta dal futuro) de Sergio Martino
- 1987 : Body Count (Camping del terrore) de Ruggero Deodato
- 1988 : Fou à lier (La spiaggia del terrore) d'Umberto Lenzi
- 1988 : Angoisse sur la ligne (Minaccia d'amore) de Ruggero Deodato
- 1988 : Fureur primitive (Rage, furia primitiva) de Vittorio Rambaldi
- 1989 : College (TV)
- 1989 : La casa del sortilegio, téléfilm d'Umberto Lenzi
- 1989 : La casa delle anime erranti, téléfilm d'Umberto Lenzi
- 1993 : Vortice mortale de Ruggero Deodato
- 1998 : The Versace Murder (en) de Menahem Golan
- 2001 : Se lo fai sono guai (it) de Michele Massimo Tarantini
- 2001 : Le Sang des innocents (Non ho sonno) de Dario Argento
- 2002 : Apri gli occhi e... sogna (it) de Rosario Errico
- 2004 : Card Player (Il cartaio) de Dario Argento
- 2007 : La Troisième mère (La terza madre) de Dario Argento
- 2008 : La morte di pietra de Roberto Lippolis
- 2008 : Frat House Massacre d'Alex Pucci
- 2012 : Dracula 3D de Dario Argento
- 2023 : Dario Argento Panico de Simone Scafidi

## Discographie
- 1984 : I love the piano